# Germanizacja nazw w Prusach

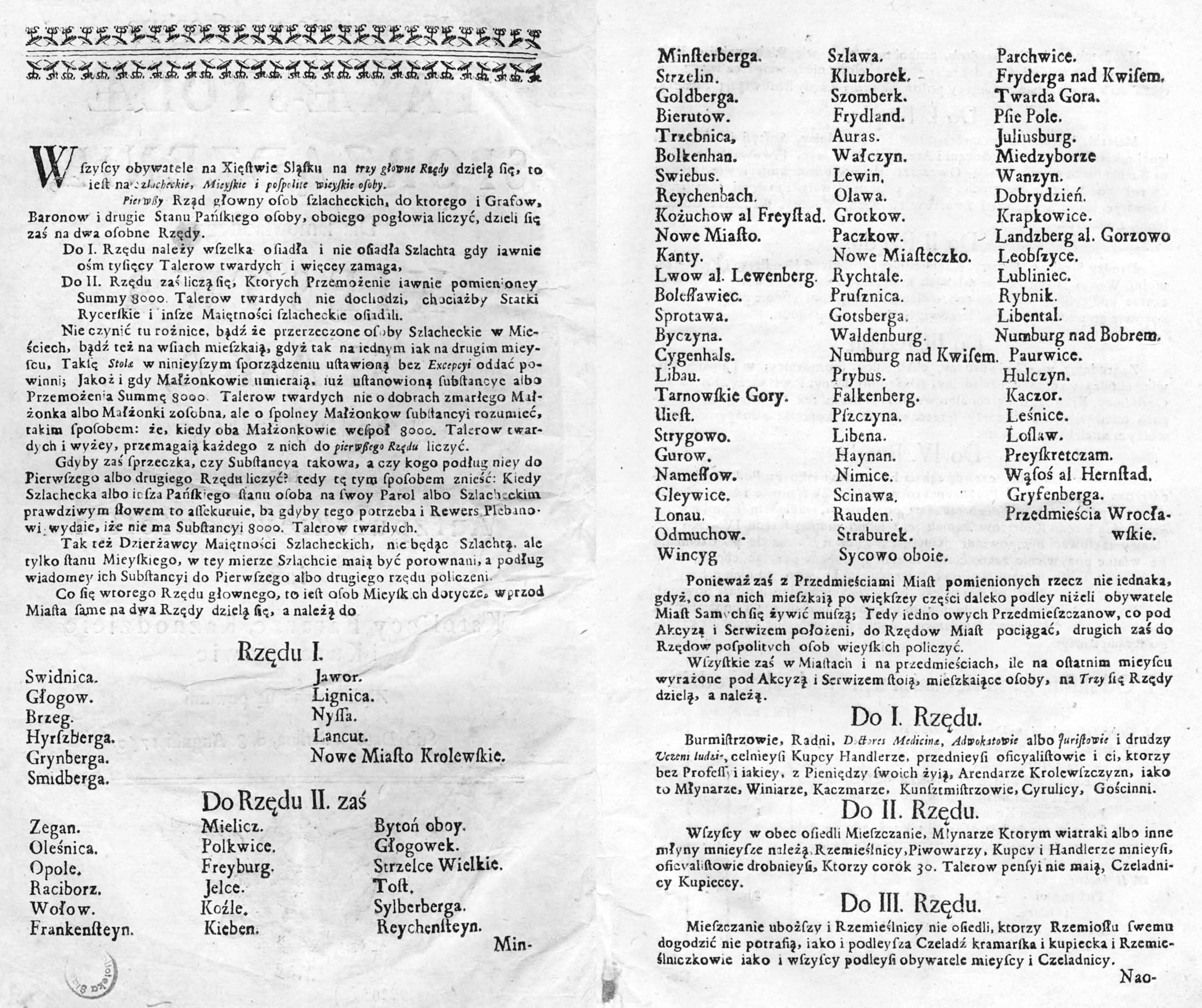
Polskie nazwy śląskich miejscowości w urzędowym pruskim dokumencie z 1750 roku wydanym w języku polskim w Berlinie ustalającym wysokość opłat na Śląsku.

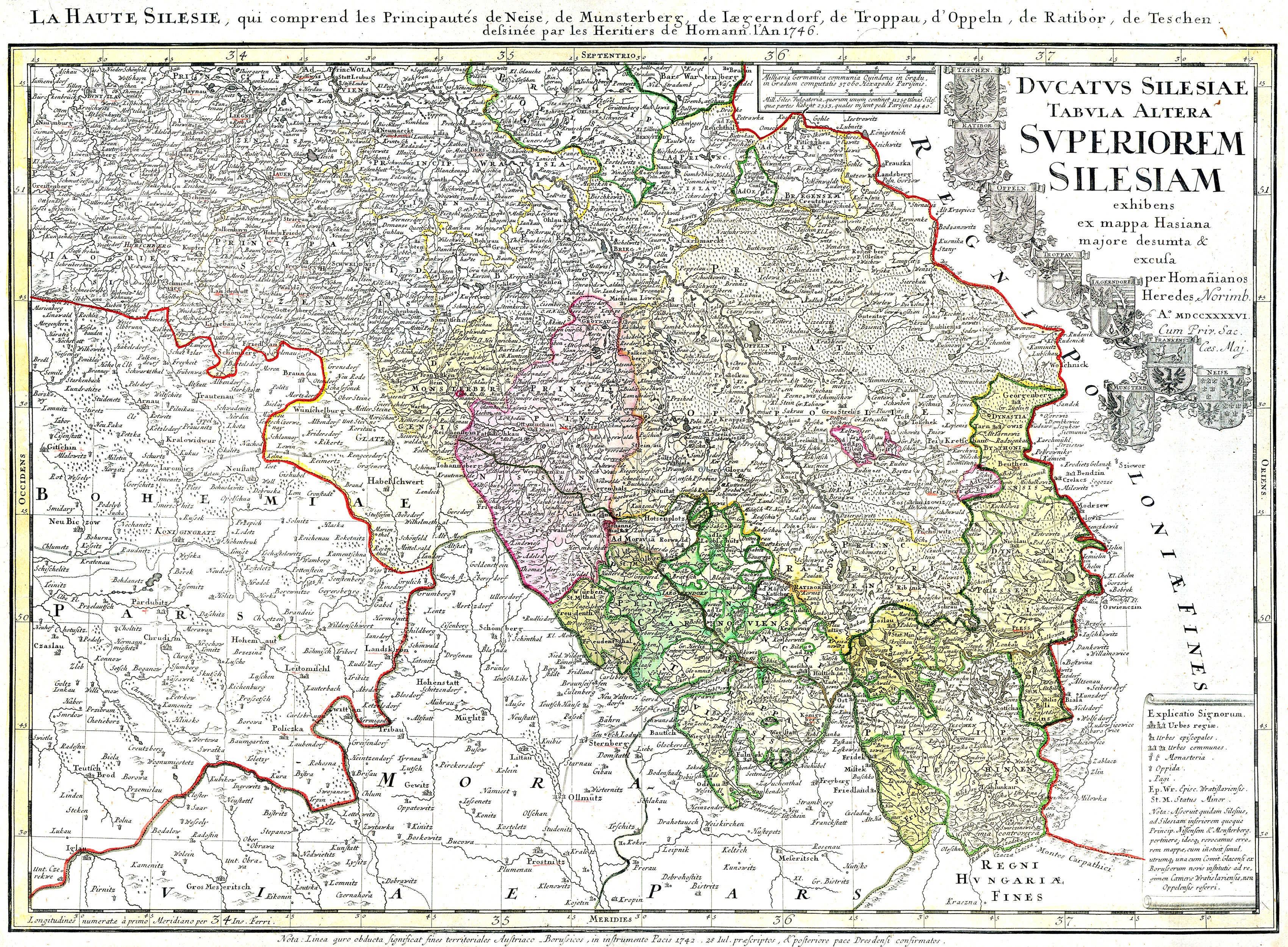
Mapa Górnego Śląska z 1746 roku

Germanizacja nazw w Prusach – proces zmian nazw miejscowych niemających pochodzenia niemieckiego, zachodzący w XIX i XX wieku – do 1918 r. w Królestwie Prus, a następnie w kraju związkowym Prusy. Szczególne nasilenie zmian miało miejsce w tzw. III Rzeszy. Do 1939 roku zmiany dotyczyły Brandenburgii, Dolnego Śląska, Pomorza Zachodniego, Saksonii i pozostałej przy państwie niemieckim poplebiscytowej części Górnego Śląska oraz Prus Wschodnich, a po 1939 terytoriów zdobytych na Rzeczypospolitej Polskiej (polska część Górnego Śląska, północne Mazowsze, Suwalszczyzna). Zmiany, jakich dokonano po 1939 na obszarze Kraju Warty oraz Okręgu Rzeszy Gdańsk – Prusy Zachodnie, w obecnej formie hasła nie są omówione.

## Brandenburgia
Przykładem zmiany Lipsa (w gminie Hermsdorf) na Lindenort (zmiana cofnięta w 1947 r.).

## Pomorze
Przykładem zmiany Gesorke (w powiecie Stolp) na Kleinwasser w 1938 (obecnie Jeziorka).

## Prusy Wschodnie i Pomorze Gdańskie
Proces dotyczący Mazur i południowej Warmii, a także obejmujący Kociewie, tzw. Powiśle i Kaszuby, a więc obszary zamieszkane także przez ludność polskojęzyczną / słowiańskojęzyczną. W dawnej przeszłości tereny Mazur i południowej Warmii skolonizowała ludność z północnego Mazowsza i ziemi chełmińskiej. W Prusach Wschodnich germanizacja nazw objęła także obszar Małej Litwy a poprzez to dotyczyła także nazw litewskich.
Germanizacja nazw w Prusach Wschodnich miała miejsce od drugiej połowy XIX w. i polegała na zamianie nazw miejscowych, które miały bałtycki, polski lub litewski źródłosłów na nazwy niemieckie. W latach 1926–1934 w Prusach Wschodnich zmieniono 273 nazwy miejscowości. Przykładowo w 1933 r. Sutzken (obecnie Suczki) przemianowano na Hitlershöhe.
W 1937 r. na Albertynie powstała komisja Verdeutschung fremdsprachiger Orts-Namen in Ost-Preußen, w której członkami byli germanista Walther Ziesemer, slawista Karl Heinrich Meyer, lektor Viktor Falkenhayn oraz Max Hein, dyrektor archiwum królewieckiego. Działając na zlecenie gauleitera Ericha Kocha komisja doprowadziła do zmiany około 70% dotychczasowych nazw miejscowości, rzek, lasów itd. na Mazurach. Najwięcej zmian wprowadzono w 1938 r., kiedy komisja zmieniła kilka tysięcy nazw. Nazewnictwo z 1938 r., z wyjątkiem nazw odwołujących się wprost do nazistowskich prominentów, po 1945 r. jest współużywane w Niemczech m.in. w materiałach kartograficznych.

### Przykłady zmian nazw z 1938 r.
- jezioro Bierki z Bierg See na Masuren See
- jezioro Bobrzynek z Bubrinneck See na Otter See
- Borawski Las z Borawskener Wald na Deutschecker Wald
- rzeka Dylewka z Döhlewka Bach na Döhlauer Bach
- jezioro Dłużek (koło wsi Smolanek) z Dluszeck See na Toter See
- jezioro Dąbrówno (koło wsi Samin) z Dombrowa See na Semnitz See
- jezioro Jerczek z Jerczek See na Rohr See
- wieś Siódmak z Schodmak na Wiesendorf.

## Saksonia
Przykładem zmiany Mücka na Stockteich (zmiana cofnięta w 1947 r.).

## Śląsk

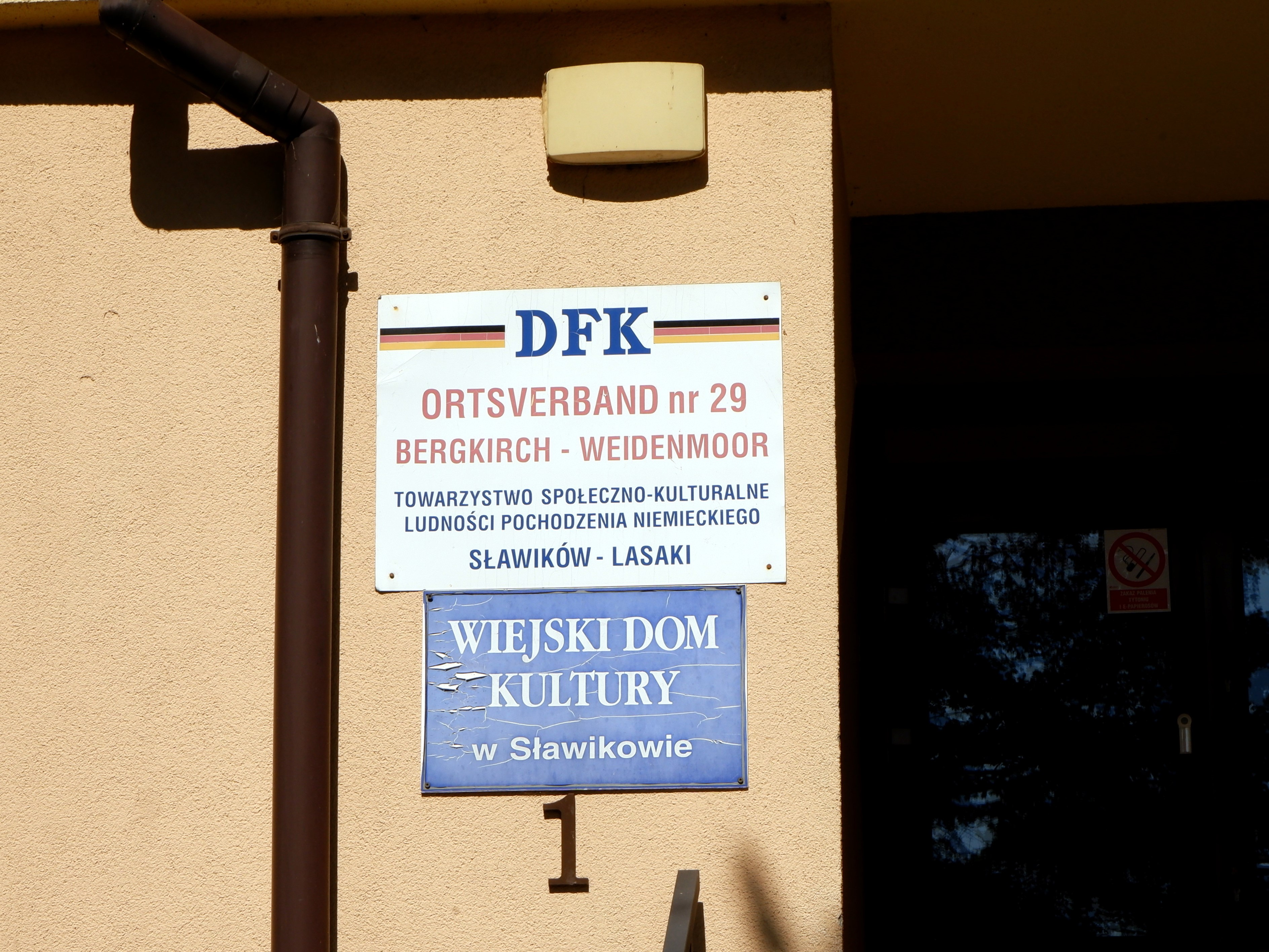
Współczesny szyld koła mniejszości niemieckiej w Sławikowie (powiat raciborski) z nazwami miejscowymi Bergkirch i Weidenmoor obowiązującymi w latach 1936–1945 zamiast tradycyjnych Slawikau i Lassoky

Proces germanizacji nazw na Śląsku rozpoczął się później niż w Prusach Wschodnich. Pierwszą próbą całkowitego wyeliminowania polskiego nazewnictwa z terenu Śląska był projekt nadprezydenta prowincji śląskiej Ferdinanda von Nordenflychta z 1873, który jednak nie wszedł w życie. W praktyce jedną z pierwszych zmian było przemianowanie 21 lutego 1915 Zabrza na Hindenburg, co miało na celu upamiętnienie feldmarszałka Paula von Hindenburga. Kolejnych zmian miejscowości na Śląsku dokonano w okresie Republiki Weimarskiej, np. w 1931 Przyschetz przemianowano na Lichtenwalde. W latach 1934–1935 zmieniono łącznie około 50 nazw. W 1936 w rejencji opolskiej zmieniono 1088 nazw miejscowości, a w następnym roku przemianowano dodatkowo 160 wsi sołeckich, przysiółków i osiedli. Większość z nich nastąpiło 1 grudnia 1936 r. Oficjalnie to zainteresowane gminy występowały z wnioskiem do władz o zmianę nazwy. W tym czasie Niemcy sugerowali, że cała akcja jest odpowiedzią na polonizację starych nazw niemieckich w województwie śląskim. W rejencjach wrocławskiej i legnickiej nasilenie akcji przypadło na lata 1937–1938, kiedy w rejencji wrocławskiej przemianowano 359 nazw miejscowości, a w legnickiej 178.
Metody zmiany nazw były różne:
- odkurzanie starych, nieużywanych nazw niemieckich:
  - Stroppendorf w miejsce Ostroppa (Ostropa),
- przejęcie nazwy niemieckiej, odnoszącej się dotychczas do czegoś innego:
  - nazwę leśniczówki Frühauf przyjęto w miejsce Ochotz (Ochodze),
- nawiązanie do topografii okolicy, charakterystycznych budowli lub zajęć ludności:
  - Schönkirch (piękny kościół) w miejsce Chrzumczütz, którego Niemiec nie umiał wymówić (Chrząszczyce, w których powstał nowy kościół),
  - Niederkirch (niski kościół) w miejsce Dollna (Dolna, w której była świątynia położona poniżej osady),
  - Hochkirch w sąsiedniej wsi Wyssoka (Wysoka, leżącej wyżej niż Dolna),
  - Haselgrund zamiast Zernitz od słowa Hasel, czy leszczyna, której sporo rosło w pobliżu Żernicy,
  - Maiwald w miejsce nazwy Sacharsowitz – połączenie nazwiska Mai (podobno najbogatszy gospodarz we wsi) oraz Wald (gospodarz ów posiadał koło Zacharzowic spory kawałek lasu),
- nawiązanie do nowej wewnątrzśląskiej granicy z Polską:
  - Grenzwinkel (graniczny kąt) lub Grenzwiese (graniczna łąka) w miejsce Staschowe i Zawisna,
- próby tłumaczenia starszych nazw na bardziej niemieckie:
  - liczne Dombrau (Dąbrówka) na Eiche (dąb),
  - Mikultschütz na Klausberg, gdzie Klaus to niemiecka nazwa imienia Mikołaj,
  - Chmiellowitz na Hopfental (chmiel),
- nazwy przypominające dawne:
  - Bergwalde z Barglowka (Bargłówka),
  - Grenzen z Grzendzin (Grzędzin)
- nazwy pamiątkowe:
  - Heydebreck w miejsce Kandrzin, dla uczczenia dowódcy Freikorpsu, Petera von Heydebrecka, walczącego w III powstaniu śląskim[6].

W okresie II wojny światowej zmiany nazw na przyłączonym województwie śląskim były wyjątkowe (np. Lublinitz przemianowano na Loben). Istniały jednak projekty przeprowadzenia zmiany większości nazw miejscowości (np. Istebna na Bergstuben), Makoschau (pol. Makoszowy) na Maxenau w sposób kompleksowy, jak stało się to w Okręgach Rzeszy Kraj Warty i Gdańsk – Prusy Zachodnie.

### Inne przykłady zmian
- Stare Siołkowice z Alt Schalkowitz na Alt Schalkendorf
- Szczedrzyk ze Sczedrzik na Hitlersee (1934)[9]
- Żórawina z Rothsürben na Rothbach (1937)[10].